# Ilhan Fandi
Ilhan Fandi (Singapur; 8 de noviembre de 2002) es un futbolista de Singapur que juega en las posiciones de extremo y delantero con el Buriram United FC de la Liga de Tailandia desde el 2025 cedido por el BG Pathum United FC.

## Carrera

### Club
| Periodo   | Club                         |
| --------- | ---------------------------- |
| 2019–2022 | Young Lions FC               |
| 2022      | Albirex Niigata Singapore    |
| 2023–2024 | KMSK Deinze                  |
| 2023–2024 | KMSK Deinze U21              |
| 2024–     | BG Pathum United             |
| 2025–     | → Buriram United FC (cedido) |

### Selección nacional
Ilhan debutó con Singapur el 3 de junio de 2021 en la derrota por 0-4 ante Palestina en Riad por la clasificación de AFC para la Copa Mundial de Fútbol de 2022. El 17 de diciembre de 2022 Ilhan anotó su primer gol internacional en la victoria por 3–1 sobre Maldivas en un partido amistoso en Singapur como preparación para el Campeonato de la AFF 2022. Anotó en la derrota por 2-3 ante Birmania en Singapur en el primer partido en el Campeonato de la AFF 2022. Luego del partido ante Vietnam el 30 de diciembre de 2022 Ilhan se lesionó el ligamento cruzado anterior de la rodilla derecha que lo alejó por nueve meses. El 2 de octubre de 2023 Ilhan fue convocado para jugar en la clasificación de AFC para la Copa Mundial de Fútbol de 2026 ante Guam en octubre.

## Logros

### Club
- Singapore Premier League: 2022

### Individual
- Jugador Joven del año en la Singapore Premier League: 2022
- Equipo Ideal de la Singapore Premier League: 2022
- Gol del Año de la Singapore Premier League: 2022
- Mejor Jugador Joven del ASEAN Club Championship: 2024–25[9]